# Praon simulans
Praon simulans är en stekelart som först beskrevs av Léon Abel Provancher 1886.  Praon simulans ingår i släktet Praon och familjen bracksteklar. Inga underarter finns listade i Catalogue of Life.